# Энгель, Элиот
Элиот Лэнс Энгель (англ. Eliot Lance Engel, род. 18 февраля 1947, Нью-Йорк) — американский политик, с 1989 года входит в Палату представителей США от штата Нью-Йорк. Член Демократической партии.
Председатель Комитета Палаты представителей по иностранным делам с 2019 года.

## Биография
Его бабушка и дедушка были украинскими евреями, которые эмигрировали из Российской империи. В 1969 году окончил со степенью бакалавра искусств (история) Хантер-Леман колледж Городского университета Нью-Йорка. В 1973 году получил степень магистра в области руководства и консультирования. В 1987 году он окончил Школу права Нью-Йорка. Энгель работал учителем, был членом Ассамблеи штата Нью-Йорк с 1977 по 1988 год. Женат, имеет троих детей.